# Station Neumarkt (Oberpfalz)
Station Neumarkt (Oberpfalz) is een spoorwegstation in de Duitse plaats Neumarkt in der Oberpfalz. Het station werd in 1871 geopend. 